# Nikolaj Krestinski

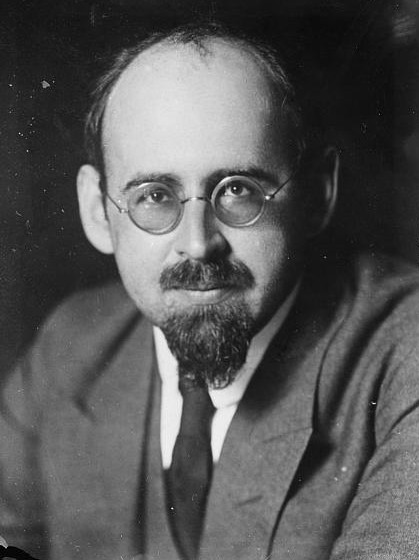
Nikolaj Krestinski

Nikolaj Nikolajevitsj Krestinski (Russisch: Николай Николаевич Крестинский) (Mahiljow, 13 oktober 1883 – Moskou, 15 maart 1938) was een bolsjewistisch revolutionair en Sovjet-Russisch politicus.

## Leven

### Op weg naar de top
Krestinski was advocaat en later ook journalist. In 1903 werd hij lid van de Russische Sociaaldemocratische Arbeiderspartij, waar hij zich al snel aansloot bij de Bolsjewistische factie. Na de Februarirevolutie (1917) en de val van de tsaar toonde hij zich al snel een capabel organisator. Op 3 augustus 1917 werd hij tijdens een geheim partijcongres gekozen in het 21-koppige Centraal Comité van de Communistische Partij van de Sovjet-Unie, waarvan hij van 1918 (met een onderbreking) tot en met 1921 tevens hoofdsecretaris was. Krestinski gold in die periode als een belangrijk vertrouweling van Lenin. Op 18 februari 1919 werd hij gekozen in het vijfkoppige tweede politbureau, samen met Lenin, Stalin, Trotski en Kamenev, welke richting moest geven aan de koers van de communistische partij.

### Verlies van invloed
Na de overwinning van de roden in de Russische Burgeroorlog (1921) schaarde Krestinski zich achter de factie van Trotski in een felle discussie met Lenin tijdens het tiende partijcongres, over de richting waarin de revolutie zich zou moeten bewegen. Lenin haalde echter de overwinning en drukte twee belangrijke resoluties door: het verbod op factievorming (waaronder die van Trotski) en de vervanging van de voedselvorderingen door een belasting in natura, waarmee een begin werd gemaakt met de NEP. Na dit partijcongres verloor Krestinski zijn zetel in het politbureau en geleidelijk ook zijn invloed. Hij was nog een poosje volkscommissaris van justitie, vervolgens van financiën, om van 1923 tot 1930 als gezant naar Duitsland te worden uitgezonden.

### Arrestatie en executie
In 1928, na de nederlaag van Trotski in zijn strijd met Stalin, distantieerde Krestinski zich van Trotski, maar hij kon het wantrouwen van Stalin niet meer wegnemen. In de jaren dertig vervulde hij geen vooraanstaande functies meer. In 1937 werd hij tijdens de Grote Zuivering gearresteerd, om tijdens het derde Moskouse showproces (het proces van eenentwintig) op 12 maart 1938 wegens trotskisme en spionage voor de Duitsers ter dood te worden veroordeeld, samen met onder andere Nikolaj Boecharin, Aleksej Rykov, Christian Rakovski en Genrich Jagoda. Nog diezelfde maand werd hij geëxecuteerd.

### Dissonant tijdens showproces
Krestinski is ook de geschiedenis ingegaan als een der weinige dissonanten tijdens de doorgaans tot in de puntjes georkestreerde showprocessen van Stalin. De eerste keer dat Krestinski voor de onderzoeksrechter verscheen ontkende hij alles en zei: 
“Ik erken geen schuld. Ik ben geen trotskist. Ik was nooit lid van het ‘rechtse trotskistische blok’, waarvan ik het bestaan niet eens kende. Noch heb ik een der andere misdaden begaan waarvan ik word beschuldigd, meer in het bijzonder heb ik nooit contacten onderhouden met de Duitse geheime dienst”.
De volgende dag draaide Krestinski honderdtachtig graden:
“Gisteren, onder invloed van een bijtend gevoel van valse schaamte, veroorzaakt door de sfeer in de beklaagdenbank en de pijnlijke ervaring van de openbare aanklacht, kon ik mezelf er niet toe brengen de waarheid te vertellen. In plaats van te zeggen ‘Ja, ik ben schuldig’, antwoordde ik mechanisch: ‘Nee, ik ben niet schuldig’.”
Krestinski werd in 1958 onder Chroesjtsjov gedeeltelijk gerehabiliteerd en volledig tijdens de perestrojka.